# スヴェイグジル

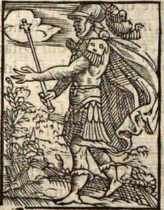
スヴェイグジル

スヴェイグジル（古ノルド語: Sveigðir。または Sveigder、Swegde）は、北欧神話に登場するユングリング家の一族であるスウェーデン人の王(en)である。彼はフィヨルニルの息子で、フィヨルニルの後を継いで王となった。また彼は、おそらくはヴァン神族の1人である、ヴァナヘイムのヴァナ(Vana)と結婚した。
ドワーフによって誘い込まれたスヴェイグジルは石の中に姿を消し、2度と戻ってこなかった。
彼の後は、その息子ヴァンランディが継いだ。

## 解説
スノッリ・ストゥルルソンは、彼の『ユングリング家のサガ』（1225年）において、スヴェイグジルについて書いている。

| Svegðir tók ríki eptir föður sinn; hann strengði þess heit at leita Goðheims ok Óðins hins gamla. Hann fór með 12 menn víða um heiminn, hann kom út í Tyrkland ok í Svíþjóð hina miklu ok hitti þar marga frændr sína ok vini, ok var í þeirri för 5 vetr. Þá kom hann aptr til Svíþjóðar, dvaldist hann þá enn heima um hríð. Hann hafði fengit konu þá er Vana hét út í Vanaheimi; var þeirra son Vanlandi. Svegðir fór enn at leita Goðheims. Ok í austanverðri Svíþjóð heitir bœr mikill at Steini, þar er steinn svá mikill sem stór hús. Um kveldit eptir sólarfall, þá er Svegðir gékk frá drykkju til svefnbúrs, sá hann til steinsins, at dvergr sat undir steininum. Svegðir ok hans menn váru mjök druknir ok runnu til steinsins. Dvergrinn stóð í durum ok kallaði á Sveigði, bað hann þar inn ganga, ef hann vildi Óðin hitta. Svegðir hljóp í steininn; en steinninn laukst þegar aptr, ok kom Svegðir eigi aptr. |  | スヴェイグジルが彼の父の後を継ぎ国を支配した。そして彼は、ゴズヘイムとオーディンを探すという厳粛な誓いを立てた。彼は12人の男達と共に世界の至る所へ行き、チュルクランドや大スヴィーショーズへも行き、そこで彼の親類の多くに会った。彼はこの旅で5年を費やした。そしてスウェーデンに戻ったとき、彼はしばしの時間を過ごした。彼はヴァナヘイムで妻を得ており、その女性はヴァナと呼ばれていた。彼らの息子がヴァンランディである。スヴェイグジルは後に、再びゴズヘイムを探しに出かけた。彼は、スウェーデンの東部にある、ステイン(en)と呼ばれる屋敷へ行った。そこには広い家と同じぐらい大きな石があった。 日暮れが過ぎた夜に、スヴェイグジルが酒の席から彼の寝室へ戻る途中、石のほうに目をやると、ドワーフがその下に座っていた。スヴェイグジルと彼の連れの者はとても酔っており、皆、石に向かって走った。ドワーフは入り口に立っており、スヴェイグジルを呼び、スヴェイグジルが中に入ればオーディンを見つけるだろうと言った。スヴェイグジルは石の中に走っていった。石は彼の背後ですぐに閉じた。そしてスヴェイグジルは戻っては来なかった。 |  |

スノッリはまた、9世紀に書かれた『ユングリンガ・タル』から若干の行を引用した。
| En dagskjarr Dúrnis niðja salvörðuðr Sveigði vétti, þá er í stein enn stórgeði Dusla konr ept dvergi hljóp, ok salr bjartr þeira Sökmímis jötunbyggðr við jöfri gein. | （大意） ドルニル（またはドゥルニル。Dúrnir）の子がスヴェイグジルを騙した。 高貴な人は、大きな口を開けた石の中にドワーフを追っていった。 |  |

『ノルウェー史』は、スノッリが引用したものより古い『ユングリンガ・タル』のラテン語で書かれた要約を紹介している。
| Froyr vero genuit Fiolni, qui in dolio medonis dimersus est, cujus filius Swegthir nanum in petram persequitur nec redisse dicitur, quod pro certo fabulosum creditur. Iste genuit Wanlanda [...] | フレイ(Frøy)は、蜜酒の大樽で溺死することになるフィヨルニル(Fjolne)を生んだ。フィヨルニルの息子、スヴェイグジル(Sveigde)は、ドワーフを追うために石の中に入っていき決して戻ってこなかったと考えられているが、これは明らかにおとぎ話である。彼はヴァンランディ(Vanlande)の父になった [...] |  |

さらに古い情報源である、12世紀の早期からある『アイスランド人の書』は、『ユングリンガ・タル』の中で王の血統を列挙しているが、フィヨルニル(Fjölnir)の後継およびヴァンランディ(Vanlandi)の先代の王としてスヴェイグジルの名を挙げている。
iiii Fjölnir. sá er dó at Friðfróða. v Svegðir. vi Vanlandi.